# Rolleville
Rolleville település Franciaországban, Seine-Maritime megyében. Lakosainak száma 1217 fő (2022. január 1.). Rolleville Épouville, Fontenay, Hermeville, Manéglise, Mannevillette, Montivilliers, Notre-Dame-du-Bec és Saint-Martin-du-Bec községekkel határos.

## Népesség
A település népessége az elmúlt években az alábbi módon változott:
| Lakosok száma | 1124 | 1175 | 1218 | 1195 | 1189 | 1186 | 1196 | 1207 | 1217 |
|               | 2013 | 2015 | 2016 | 2017 | 2018 | 2019 | 2020 | 2021 | 2022 |